# Lézat
Lézat korábbi község (település) Franciaországban, Jura megyében. 2016. január 1-jén Morez és La Mouille községgel egyesült és Hauts de Bienne új község része lett.
Lakosainak száma 187 fő (2018. január 1.). Lézat Morbier, Château-des-Prés, Grande-Rivière, Longchaumois, La Mouille és Villard-sur-Bienne községekkel határos.

## Népesség
A település népességének változása:
| Lakosok száma | 86   | 47   | 99   | 154  | 196  | 189  | 183  | 180  | 188  | 187  |
|               | 1962 | 1968 | 1982 | 1990 | 1999 | 2008 | 2011 | 2013 | 2017 | 2018 |